# Síndrome de Plummer-Vinson
La síndrome de Plummer-Vinson és una malaltia rara caracteritzada per dificultat per empassar, anèmia per deficiència de ferro, glossitis, quilosi i membranes esofàgiques. El tractament amb suplements de ferro i l'eixamplament mecànic de l'esòfag generalment ofereix un resultat excel·lent.
Tot i que es desconeixen dades exactes sobre l'epidemiologia, aquesta síndrome s'ha tornat extremadament rara. S'ha hipotetitzat que la reducció de la prevalença de la síndrome de Plummer-Vinson és el resultat de millores en l'estat nutricional i la disponibilitat als països on es va descriure anteriorment la síndrome. Generalment es produeix en dones en la perimenopausa. La seva identificació i seguiment es considera rellevant a causa de l'augment del risc de carcinoma de cèl·lules escatoses del esòfag i faringe.